# Snowden (Saskatchewan)
Snowden je samota v kanadské provincii Saskatchewanu, ve venkovské municipalitě Torch River No. 488. Během kanadského sčítání lidu v roce 2006 dosahoval počet snowdenských obyvatel 22 osob.  Leží na silnici Saskatchewan Highway 55, kousek od odbočky silnice Highway 691 na sever. Samota leží v zemědělské krajině na hranici souvislých severských lesů.
| Růžice kompasu | Hwy 106, Jacquine (jezero) | Hwy 691                                                               | Hwy 692                   | Růžice kompasu |
| Růžice kompasu | Smeaton                    | Sever                                                                 | Choiceland, Garrick, Love | Růžice kompasu |
| Růžice kompasu | Smeaton                    | 'Snowden'                                                             | Choiceland, Garrick, Love | Růžice kompasu |
| Růžice kompasu | Smeaton                    | Jih                                                                   | Choiceland, Garrick, Love | Růžice kompasu |
| Růžice kompasu |                            | po několika km zemědělské krajiny rozsáhlý les až k řece Saskatchewan | Hwy 6                     | Růžice kompasu |